# Nor Hadżyn
Nor Hadżyn – miasto w Armenii, w prowincji Kotajk. Według danych na rok 2022 liczy ok. 9200 mieszkańców.